# Anders Eriksson (enduroförare)
Anders Eriksson, född 14 maj 1973 i Hjo, är Sveriges mest framgångsrika enduroförare. Han skadades mycket svårt under en träningsolycka inför enduro-VM i Finland 2005 då han krockade med en annan förare som av misstag körde i motsatt riktning. Eriksson återupptog tävlandet i augusti 2006 med deltagande i den sista SM-deltävlingen (resultat: 9:a).
Den 4 november 2006 så kom Eriksson tillbaka på allvar efter sin svåra skada då han endast dryga 3 minuter efter Mats Nilsson körde in på en andra plats i Gotland Grand National.
Han bytte hösten 2008 märket på motorcykeln till BMW efter att ha kört Husqvarna i tolv säsonger. Vintern 2009 gick Anders Eriksson över till att köra Yamahamotorcykel istället för BMW. Från 2013 åker Anders Eriksson Sherco, ett fransk–spanskt MC-märke.
Anders Eriksson deltog 2016 i Mästarnas Mästare i SVT och kom då på tredje plats. 2016 var han även med i I huvudet på Gunde Svan.
Eriksson är släkt med Monica Zetterlund, genom att hon är kusin till hans mor.

## Meriter
- VM-guld 350cc, Finland 1995
- 2:a Gotland Grand National 1995
- VM-guld 400cc, Tyskland 1996
- VM-guld 500cc, Finland 1998
- VM-guld 500cc, Tjeckien 1999
- 2:a Gotland Grand National 1999
- VM-guld 500cc, Sverige 2001
- VM-guld 500cc, Frankrike 2002
- VM-guld 450cc, Sverige 2003
- Totalseger Novemberkåsan 1999
- Totalseger Novemberkåsan 2001
- Totalseger Novemberkåsan 2003
- 2:a Gotland Grand National 1999
- 2:a Gotland Grand National 2006
- Tysk mästare Enduro 1999
- Tysk mästare Enduro 2000
- Tysk mästare Enduro 2001
- Tysk mästare Enduro 2002
- Tysk mästare Enduro 2004